# Vale of York-skatten
Vale of York-skatten (engelsk: Vale of York Hoard) også kendt som Harrogateskatten (Harrogate Hoard) og Vale of York vikingeskat (Vale of York Viking Hoard) er en sølvskat fra 900-tallet under vikingetiden, som består af 617 sølvmønter og 65 andre genstande. Den blev fundet i 2007 nær byen Harrogate i North Yorkshire, England. Skattedepotet var den største vikingskat, der var fundet i Storbritannien siden 1840, hvor Cuerdale-skatten blev fundet i Lancashire. I 2009 fandt man den angelaksiske Staffordshireskat, som er endnu større.
Fundet er udstillet på Yorkshire Museum.